# Idrsko
Idrsko – wieś w Słowenii, w gminie Kobarid. W 2018 roku liczyła 315 mieszkańców.